# Повх Марія Миколаївна
Марі́я Микола́ївна По́вх (* 1989) — українська спортсменка, веслувальниця на байдарках. Заслужений майстер спорту України.
Проживає на Волині.
Станом на літо 2015 року — старший солдат служби за контрактом.

## Спортивні досягнення

### 2015
- І Європейські ігри. Баку. Байдарка, К2, 200 м [2]
- Чемпіонат Європи. Пловділ. Байдарка. К4, 500 м [3]

### 2017
- Чемпіонат Європи. Пловділ. Байдарка. К4, 500 м [4]

### 2019
- ІІ Європейські ігри. Мінськ. Байдарка, К2, 200 м [5] — в парі з Людмилою Кукліновською.

## Державні нагороди
- Орден княгині Ольги III ст. (15 липня 2019) — за досягнення високих спортивних результатів на ІІ Європейських іграх 2019 в Мінську (Республіка Білорусь), виявлені самовідданість та волю до перемоги, піднесення міжнародного авторитету України[6]